# The Virgin Queen
Pour les articles homonymes, voir The Virgin Queen.
Ne doit pas être confondu avec Le Seigneur de l'aventure.
The Virgin Queen est une mini-série britannique en quatre épisodes, pour une durée totale de 237 minutes, réalisée par Coky Giedroyc et diffusée le 13 novembre 2005 aux États-Unis dans Masterpiece sur le réseau PBS, puis entre le 22 janvier 2006 et le 12 février 2006 sur BBC One.

## Synopsis
La vie de la reine Élisabeth Ire d'Angleterre, mettant l'accent sur sa vie privée et notamment sa relation avec Robert Dudley.

## Distribution
- Anne-Marie Duff (VF : Barbara Kelsch) : Élisabeth Ire d'Angleterre
- Tom Hardy : Robert Dudley
- Hans Matheson : Robert Devereux (2e comte d'Essex)
- Dexter Fletcher : Thomas Radclyffe (3e comte de Sussex)
- Kevin McKidd (VF : Alexis Victor) : Thomas Howard (4e duc de Norfolk)
- Ian Hart (VF : Guy Chapellier) : William Cecil (1er baron Burghley)
- Daniel Evans : Robert Cecil (1er comte de Salisbury)
- Joanne Whalley : Marie Ire d'Angleterre
- Sienna Guillory (VF : Céline Mauge) : Lettice Knollys
- Ben Daniels : Francis Walsingham
- Robert Pugh : Étienne Gardiner
- Emilia Fox (VF : Natacha Muller) : Amy Robsart
- Stanley Townsend : Philippe II d'Espagne
- Tara Fitzgerald (VF : Déborah Perret) : Kat Ashley
- Ewen Bremner : James Melville
- Charlotte Winner : Marie Stuart
- Derek Riddell (VF : Guillaume Orsat) : Walter Raleigh
- Sebastian Armesto : Charles Blount
- Neil Stuke : Francis Bacon
- Shaun Evans : le comte de Southampton

 Source et légende : version française (VF) sur RS Doublage

## Diffusion
BBC avait initialement l'intention de diffuser cette mini-série en septembre 2005, mais la date aurait coïncidé avec la sortie du téléfilm en deux parties Elizabeth I (avec Helen Mirren dans le rôle-titre) diffusé sur Channel 4. La BBC a donc décidé de reporter la diffusion pour janvier 2006, soit deux mois après sa diffusion aux États-Unis sur PBS.

## Distinctions
La mini-série a remporté le prix des meilleurs costumes et a été nommée à ceux de la meilleure mini-série et de la meilleure actrice lors des British Academy Television Awards 2007. Elle a également été nommée dans la catégorie de la meilleure mini-série lors des International Emmy Awards 2006 et de la 10e cérémonie des Satellite Awards.